# Florești (gmina Râmeț)
Florești – wieś w Rumunii, w okręgu Alba, w gminie Râmeț. W 2011 roku liczyła 23 mieszkańców.